# Woodrow Stanley Lloyd
Pour les articles homonymes, voir Lloyd.
Woodrow Stanley Lloyd (né le 16 juillet 1913 et décédé le 7 avril 1972) était un homme politique canadien qui a succédé à Tommy Douglas au poste de premier ministre de la Saskatchewan du 3 novembre 1961 au 2 mai 1964.

## Biographie
Bien que Douglas soit souvent décrit comme le père de l'assurance-maladie au Canada, le programme n'a été officiellement lancé que par son successeur, Lloyd, en 1962 ; Douglas avait démissionné de son poste de premier ministre en 1961, pour prendre les rênes du Nouveau Parti démocratique fédéral.
Le succès du programme public de soins de santé a été aperçu par le gouvernement fédéral. En 1958, le premier ministre conservateur nouvellement élu du Canada, John Diefenbaker, un autre Saskatchewanais, a décrété que toute province cherchant à instaurer un plan d'« assurance-hôpital » recevrait cinquante cents de dollar du gouvernement fédéral.
En 1962, Diefenbaker nomme le juge Emmett Hall, également Saskatchewanais, un juriste et juge éminent de la Cour suprême, pour présider une commission royale sur le système de santé national. En 1964, la commission recommande l'adoption à la grandeur du pays du modèle saskatchewanais d'assurance maladie publique. En 1966, le gouvernement libéral minoritaire de Lester Pearson crée un tel programme, financé à 50 % par le fédéral et à 50 % par les provinces.